# Az isteni a-tom
Az isteni a-tom (alcíme: Mi a kérdés, ha a válasz a világegyetem?) a Nobel-díjas Leon Lederman és Dick Teresi könyve, amely Magyarországon már hét kiadást élt meg.
A fizika fejlődésének olvasmányos, tartalmas, regényszerű leírása, különös tekintettel a részecskefizikára. Sokat tudhatunk meg a részecskegyorsítókról, a kísérletek lefolyásáról és a kísérleti eredményekről. A központi téma a legalapvetőbb részecskék keresése és a tömeget adó Isten-részecskéé, a Higgs-bozoné. (Az a-tom eredeti jelentése ugyanis oszthatatlan, Démokritosz használta így.)
A szerzők nem támaszkodnak különösebb természettudományos ismeretre, nem használnak képleteket, mégis érdekes és hasznos olvasmány lehet szakembereknek és érdeklődőknek is.
A Higgs-bozon e könyv nyomán kapta az „isteni részecske” elnevezést.

## Magyarul
- Leon Lederman–Dick Teresi: Az isteni a-tom: Mi a kérdés, ha a válasz a világegyetem?; ford. Vassy Zoltán; Typotex Kiadó, Bp. 1995 ISBN 963-7546-54-5)
- Leon Lederman–Dick Teresi: Az isteni a-tom: Mi a kérdés, ha a válasz a világegyetem?; ford. Vassy Zoltán, utószó Horváth Dezső; 7. jav. kiad.; Typotex, Bp., 2007